# Hanni & Nanni 3
Hanni & Nanni 3 é um filme alemão do género comédia, realizado por Dagmar Seume, e a terceira sequela do filme homónimo de 2012, baseado na série de livros As Gémeas de Enid Blyton. Lançado a 9 de maio de 2013 na Alemanha, foi protagonizado por Jana Münster e Sophia Münster.

## Elenco
- Sophia Münster como Annemarie “Nanni” Sullivan
- Jana Münster como Hanna “Hanni” Sullivan
- Suzanne von Borsody como Senhora Mägerlein
- Katharina Thalbach como Senhorita Bertoux
- Hannelore Elsner como Directora Tamina Theobald
- Barbara Schöneberger como Daphne Diehl / Mãe de Erika
- Luisa Spaniel como Elisabeth “Lilly”
- Aleen Jana Kötter como Erika Diehl
- Nele Guderian como Daniela
- Justus von Dohnányi como Senhor Gordon
- Konstantin Wecker como Professor Konrad Kästner
- Leopold Klieeisen como Clyde
- Langston Uibel como Tom / Pensionista britânico